# Блуменфельд, Феликс Михайлович
Фе́ликс Миха́йлович Блуменфе́льд (7 [19] апреля 1863, Ковалёвка, Херсонская губерния (ныне в черте Кропивницкого, Украина) — 21 января 1931, Москва) — пианист, композитор и музыкальный педагог. Заслуженный деятель искусств Республики (1927). Брат композитора Сигизмунда Блуменфельда.

## Биография
Родился в семье учителя музыки и французского языка Михаила Францевича Блуменфельда (1823—1883) и Марии Сигизмундовны Блуменфельд (в девичестве Шимановской). Учился у Густава Нейгауза, женатого на его старшей сестре (таким образом, Блуменфельд приходился дядей Генриху Нейгаузу; кроме того, родственные отношения связывали Блуменфельда с Каролем Шимановским, который приходился ему двоюродным племянником). В 1880 г. поступил в Санкт-Петербургскую консерваторию в класс Фёдора Штейна, композицией занимался у Николая Римского-Корсакова. Ещё в студенческие годы завоевал репутацию как виртуозный исполнитель, обладающий блестящим умением играть новые произведения с листа, благодаря чему Блуменфельд стал первым исполнителем многих фортепианных произведений П. И. Чайковского, М. А. Балакирева, А. К. Глазунова и других современных композиторов на полуприватных музыкальных вечерах в Петербурге. В 1883 г. Римский-Корсаков представлял законченную им редакцию оперы Мусоргского «Хованщина» на заседании театрального комитета Петербургских императорских театров под фортепианный аккомпанемент Блуменфельда. Окончил консерваторию в 1885 г. с золотой медалью, в документах экзаменационного совета сохранился отзыв: «Выдающийся во всех отношениях; сверх того, приятная, интересная и симпатичная личность».
Сразу по окончании курса был приглашён преподавать в консерватории, с 1897 г. профессор; в 1905 г. ушёл из консерватории в знак солидарности с уволенным Римским-Корсаковым. Одновременно он широко практиковал как пианист и дирижёр. Прочное творческое содружество связывало Блуменфельда с Фёдором Шаляпиным, которому он много аккомпанировал; кроме того, в 1908 г. под управлением Блуменфельда и с Шаляпиным в главной партии прошла парижская премьера оперы Мусоргского «Борис Годунов», вызвавшая восторженную реакцию французской прессы. Однако в том же году Блуменфельд перенёс инсульт, приведший к параличу правой руки, и был вынужден в дальнейшем ограничиваться только преподавательской работой. В 1911 г. он вернулся в Петербургскую консерваторию.
В 1918 г. переехал в Киев и стал профессором Киевской консерватории (в 1920—1922 годах ректор (по другим данным, в 1918—1922 годах)), а с 1922 г. был профессором Московской консерватории.
Среди учеников Блуменфельда петербургского периода — Симон Барер, киевского — Владимир Горовиц, Натан Перельман, Глеб Таранов, Александр Гаук, московского — Александр Цфасман; частные уроки брала у Блуменфельда Мария Юдина. К числу поздних учеников Блуменфельда относятся Мария Гринберг и Владимир Белов, в последние годы жизни Блуменфельда работавший его ассистентом.
Автор более ста фортепианных произведений, пятидесяти романсов. Среди более масштабных произведений — Allegro de concert op. 7, Симфония c-moll op. 39. Также широко известен его этюд для левой руки соло As-dur, op. 36.